# Zoom, acércate al amor
Zoom, acércate al amor est une mini-série chilienne en dix parties d'environ 25 minutes diffusée en 2003 sur MEGA.
Cette série est inédite dans tous les pays francophones.

## Distribution
- Sergio Aguirre : Daniel
- Philippe Trillat
- Carla Jara : Florencia
- Pía Ciccero
- Rony Munizaga
- Marcela Belmar
- Montserrat Torrent